# Eucranta villosa
Eucranta villosa är en ringmaskart som beskrevs av Anders Johan Malmgren 1866. Eucranta villosa ingår i släktet Eucranta och familjen Polynoidae. Arten är reproducerande i Sverige. Utöver nominatformen finns också underarten E. v. notialis.